# جريس لبناني شرقي
جريس لبناني شرقي (الاسم العلمي:Campanula antilibanotica) هو نوع من النباتات يتبع جنس الجريس من الفصيلة الجريسية.